# Освіта в Казахстані

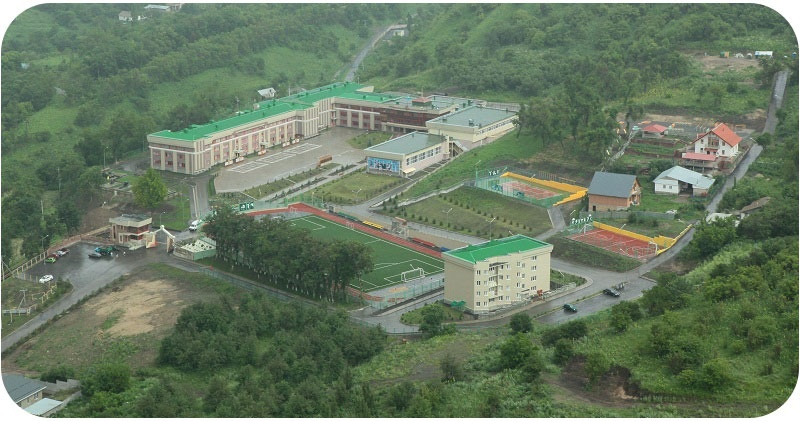
Вид з вертольота на Спеціалізований ліцей «Аристан»

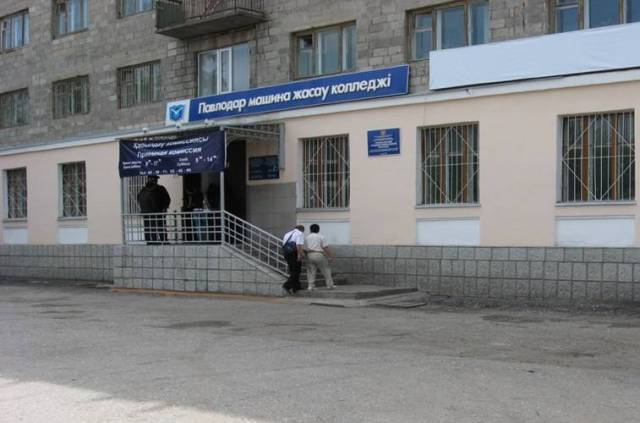
Павлодарський машинобудівний коледж

Після розпаду Радянського Союзу в Казахстані почалася велика економічна депресія. Змінилося «державне фінансування» освіти з 6 % валового внутрішнього продукту в 1991 р. до приблизно 3 % в 1994 р. і до 4 % в 1999 р.. Вчителі початкових та середніх шкіл фінансуються за остаточним принципом; в 1993 р. понад 30 000 вчителів (або приблизно сьома частина викладачів 1990 року) залишили освітянську професію, багато з них шукали більш вигідну роботу.
У 1992 році близько 51 відсотка дітей, які мають право на навчання, відвідували близько 8 500 дошкільних закладів у Казахстані. 
У 1994 р. в Казахстані було 8 575 початкових і середніх шкіл (з першого по одинадцятий клас), які відвідували приблизно 3,2 мільйона учнів, і 244 спеціалізовані середні школи з близько 222 000 учнів. 
У 1994 р. в шістдесят один університет було зараховано близько 272 100 студентів. П'ятдесят чотири відсотки студентів були казахами, а 31 відсоток — росіянами. Казахстанська конституція 1995 р. передбачає обов'язкову середню освіту. Громадяни змагаються за бюджетні місця у вищі навчальні заклади країни. Приватна освіта в країні зростає, і близько 5 % учнів навчаються в приватних школах, які значною мірою залишаються під державним контролем.
У 2000 році уряд Казахстану приєднався до урядів Киргизької Республіки та Таджикистану та Ага-Хана, щоб створити перший у світі міжнародний статут вищої освіти, Університет Центральної Азії (УКА) . UCA матиме три кампуси однакового розміру та росту в кожній із країн-засновниць. Казаський кампус будується в Текелі в районі Жетису, за 35 хвилин на схід від столиці області Талдикорган і за три години їзди на машині з Алмати. UCA скористається ресурсами Мережі розвитку Ага Хана, щоб запропонувати міжнародно визнаний стандарт вищої освіти в Центральній Азії . В даний час в університеті функціонує Школа професійної та неперервної освіти (SPCE), у процесі створення якої є Школа бакалаврату та Вища школа розвитку .
У 2002 році Азійський банк розвитку надав технічну допомогу Казахстану для визначення ключових питань та пріоритетів у сфері освіти та сприяння зміцненню урядової стратегії розвитку сектору освіти. США надали 137 членів Корпусу Миру "працювати в освіті та розвитку НУО " у 2004 році.
У Казахстані рівень грамотності серед чоловіків — 99,1 %, і 97,7 % серед жінок станом на 1999 рік.
Коли з 12 по 13 жовтня 2006 року Державний секретар США Кондоліза Райс відвідала Казахстан, вона сказала: "Майбутнє будь-якої держави залежить від рівня її освіти. Це мій четвертий візит до Казахстану, я вже була у Атирау та Алмати, і мені вдалося переконатися у високому рівні освіти вашої нації, що є запорукою успіху будь-якої країни «.

## Процес навчання

### Дитячий садок
Конституція Республіки Казахстан захищає право громадян користуватися послугами дитячого садка . Зазвичай діти починають дитсадок у 5 років. Станом на 2004 рік в країні налічувалося 100 дитячих садків (83 громадські, 4 безпосередньо під Міністерством освіти та 13 приватних) та 135 856 дітей, які навчалися в дитячих садках (або 63 % 5- та 6-річних дітей). У всіх садочках, як очікується, викладають казахську та російську мови, і більшість надають перевагу вивченню російської мови.
Однією з головних проблем було зменшення кількості дитячих садків через відсутність державного фінансування та практичну відсутність приватних грошей. Також повідомляється про зниження якості дитячих садків, включаючи відсутність гарячої їжі або низькоякісну їжу, та будівель, які погано ремонтуються.

### Початкова школа
Початкова школа в Казахстані, як правило, починається з 7 років (деякі батьки відправляють своїх дітей до школи, коли їм виповниться 6 років, дуже рідко — 8) і триває від 1 до 4 років. Заняття проводяться в дві зміни, з 8 до 13 і з 14 до 19, причому школярі або йдуть на заняття вранці, або вдень. Усі початкові школи є державними, а отримання початкової та середньої освіти — це конституційно захищені права.
Навчальну програму як для початкової, так і для середньої школи встановлює Міністерство освіти, окрім окремих шкіл, залишається лише невеликий вибір. Підручники публікуються незалежними роздрібними торговцями і їх повинні купувати школярі самостійно.
Початкова школа надається безкоштовно всім громадянам та жителям Казахстану, а батьки зазвичай платять лише за позакласні заходи, такі як спортивні програми, музичні програми, а іноді лабораторне обладнання чи інше спеціальне обладнання.

### Нижня середня школа
Учні продовжують навчання в середній школі з 5 до 9 класу. Це приблизно відповідає тому, що називають у США середня школа. Зазвичай учневі 8 року є 14–15 років. Навчальна програма — це загальноосвітня навчальна програма, що охоплює такі предмети, як література, перша мова учня, російська чи казахська мова (залежно від мови школи загалом), історія, фізика, математика, біологія, хімія, іноземна мова тощо.

### Вища середня школа
Після закінчення середньої школи доступні три доріжки. Студенти можуть вибирати будь-яку доріжку вищої середньої освіти, але повинні пройти її. Випускники всіх потоків мають право вступити до університету.
Перший потік — це загальноосвітня школа, яка охоплює 10-11 класи та забезпечує загальну освіту.
Крім того, є дві навчальні програми для професійно-технічної освіти: початкова професійна освіта, яку забезпечують навчальні школи та ліцеї, та середня професійна освіта, що надається коледжами та професійними школами.
Школи початкового навчання призначені для підготовки учнів до кваліфікованої професії. Програма зазвичай становить два-три роки (як правило, вік 16–18 років), але для певної професійної підготовки потрібні чотирирічні програми. Студенти, які закінчили навчання, можуть піти до коледжів для підвищення кваліфікації або відвідувати університет. Держава оплачує витрати на освіту.
Ліцеї надають базову професійну освіту для підготовки студентів до кваліфікованих професій та включають загальну академічну освіту. Курс навчання — три роки. Держава оплачує витрати на освіту.
Коледжі дають програму, яка забезпечує як академічну загальну освіту, так і вищу професійну освіту. Коледжі, якщо вони мають ліцензію, можуть забезпечити початкову професійну освіту. Програми тривають три-чотири роки (10–12, 13 класи). Прискорені програми існують для учнів, які вже закінчили загальну середню освіту та початкову професійну підготовку з тієї ж галузі. Випускники можуть вступити до університету або почати працювати. З 1999 року коледжі є державними та самофінансуються. В принципі, однак, уся обов'язкова освіта (початкова та середня) надається безкоштовно.
Навчальну програму для початкової та середньої школи встановлює Міністерство освіти.
Як і початкова школа, середня школа субсидується урядом. Батьки платять лише за позакласні заняття, такі як спортивні програми, музичні програми, а іноді лабораторне обладнання чи інше спеціальне обладнання.

### Вищі установи
Більшість університетів, слідуючи російській системі, повністю орієнтуються на викладання та не займаються дослідженнями. Студенти, які приймаються до університету будь-якого рівня, подають заявки за певним напрямком, і навчальний план встановлюється університетом (відповідно до законодавства держави) для кожного спеціального. Наприклад, спеціалісти з економіки будуть навчатися в одних і тих же курсах в одному порядку, окремо від англійських спеціальностей, які мають інший навчальний план. Деякі курси потрібні для різних спеціальностей, і існує можливість отримання суміжних спеціальностей, однак, як правило, заняття не переходять на той курс, на якому студент навчається нині, а починаються з самого початку.
В даний час уряд проводить програму запровадження кредитної системи, яка дозволить студентам легше навчатись на міжнародному рівні та додати можливість навчальної програми з факультативами та курсами, обраними студентом.
У Казахстані є чотири рівні вищої освіти:
- Ступінь бакалавра — зазвичай чотирирічний
- Ступінь спеціаліста — як правило, п'ятирічна і більш інтенсивна, ніж бакалаврська
- Ступінь магістра — зазвичай дворічна ступінь, що приблизно відповідає західній магістерській.
- Докторська ступінь — зазвичай це п'ятирічна програма

Університети, як правило, очолює ректор, призначений Президентом Казахстану, який володіє значним повноваженням над установою, затверджуючи всі рішення, включаючи рішення, що стосуються навчальної програми, персоналу та прийому. Таким чином, казахстанські університети є більш централізованими, ніж їх західні колеги.
Ведучим науково-дослідним університетом Казахстану є Назарбаєвський університет . Ще два відомі університети в Казахстані — Казахський національний університет імені Аль-Фарабі в Алмати та Євразійський національний університет імені Л. Н. Гумільова, розташований в Нур-Султані.
Крім того, є кілька міжнародних університетів, таких як KIMEP, який є спільною програмою, 40 % якої належить уряду Казахстану, але освіта базується на західній системі. Казахсько-британський технічний університет та казахсько-американський університет представляють спільні проекти відповідно до Казахстану та Великої Британії і США. У всіх трьох закладах мовою навчання є англійська. Університет Центральної Азії, заснований спільно урядами Казахстану, Киргизстану і Таджикистану та Ага-ханом, є членом Мережі розвитку Ага-Хана . Її казахський кампус знаходиться в Текелі. Також існує низка спеціальних університетів.
На приватні університети застосовуються ті самі правила навчальних програм, але вони можуть встановлювати навчання та зарплату, як вважають за потрібне. На державні університети поширюються ті ж правила, що й інші органи державної влади, що стосуються не лише зборів та зарплат, але й адміністративної структури, укладання договорів та підрядних договорів і права власності на майно.
Державні університети отримують фінансування, якщо їх кількість відвідувачів досягає 86 000 студентів або 34 %. Невелика кількість університетів фінансується за рахунок бюджету республіки, наприклад, художні академії або міжнародні університети.

## Державне фінансування освіти
Студенти, які не здобули загальної середньої освіти, мають академічну частину своєї програми, що фінансується державою. Що стосується професійно-технічної програми, то деякі студенти сплачують плату, а інші фінансуються за допомогою програми державного замовлення, де органи державної влади вимагають певної кількості підготовлених робітників та спеціалістів у певних галузях. Ці студенти обираються за допомогою конкурсу на основі заслуг та оцінок і рекомендацій викладачів чи державних службовців.
Освіта для нації в цілому складається
- 14,4 % державних витрат у 1999 році
- 12,1 % у 2000 році
- 11,9 % у 2001 році
- 12,6 % у 2002 році

з яких левова частка припадала на загальну освіту: 
| Рівень / тип освіти         | 1999 рік | 2000 рік | 2001 рік | 2002 рік | 2003 рік | Середній |
| --------------------------- | -------- | -------- | -------- | -------- | -------- | -------- |
| Дошкільна освіта            | 3.1      | 3.7      | 3.2      | 3.3      | 3.0      | 3.3      |
| Загальна освіта             | 68.4     | 73.7     | 65.2     | 68.7     | 66.2     | 68.4     |
| Початкова професійна освіта | 3.2      | 3.3      | 2.9      | 3.3      | 3.6      | 3.2      |
| Середня професійна освіта   | 3.5      | 3.3      | 2.5      | 2.5      | 2.3      | 2.8      |
| Інші освітні програми       | 11.9     | 6.1      | 17.1     | 12.3     | 16.4     | 12.8     |
| Вища освіта                 | 9.9      | 10,0     | 9.1      | 9.9      | 8.5      | 9.5      |

| сектор                               | 1999 рік | 2000 рік | 2001 рік | 2002 рік | 2003 р. (Перша половина) |
| ------------------------------------ | -------- | -------- | -------- | -------- | ------------------------ |
| Національний                         | 11,864   | 14,374   | 17.303   | 20,323   | 21,991                   |
| Промисловість                        | 16,370   | 20 647   | 23,812   | 26,280   | 27,952                   |
| Державне управління                  | 11.308   | 11,758   | 14 970   | 16 930   | 17,374                   |
| Охорона здоров'я та соціальна робота | 6 821    | 7,267    | 8,288    | 10 863   | 12,089                   |
| Освіта                               | 8,149    | 8,512    | 9 937    | 12 863   | 14,510                   |

## Проекти та програми

### Назарбаєвські інтелектуальні школи
Назарбаєвські інтелектуальні школи (NIS) були засновані в 2008 році (як Orken) з місією «підвищення інтелектуального потенціалу» Казахстану. По суті, організація розробляє, пілотує та поширює програми для використання в національній системі початкової та середньої освіти, через свою мережу початкових і середніх шкіл, центри професійного розвитку (Центри досконалості), міжнародні школи та асоційовані організації. Нещодавні реформи навчальних програм були ініційовані НІС, яка працює у партнерстві з Національною академією освіти.

### Болашак
Стипендія Болашак Президента Республіки Казахстан була створена в 1993 році указом Президента: "У переході Казахстану до ринкової економіки та розширення міжнародних контактів виникла гостра потреба в робочій силі з передовими перевагами. Зараз потрібно направити найбільш кваліфіковану молодь на навчання у провідні навчальні заклади зарубіжних країн ". Стипендія заснована на заслугах, і процес відбору включає не лише академічні дані, а й компетентність з мови навчання, психологічного тестування та процесу співбесіди. Прихильність до розвитку Казахстану та патріотизм також є чинниками. Остаточне рішення приймає Республіканська комісія під головуванням Державного секретаря і складається з міністрів, членів парламенту та членів Управління Президента. Республіканська комісія також затверджує країну навчання та програму навчання.
Стипендія вимагає, щоб усі одержувачі поверталися до Казахстану після закінчення навчання та роботи протягом п'яти років у Казахстані . Стипендія покриває всі витрати, пов'язані з освітою, включаючи навчання та збори, витрати на проїзд та прожитковий мінімум. Очікується, що стипендіати повинні підтримувати успішність у навчанні. У США це означає 3.0 GPA.
В даний час близько 1800 одержувачів стипендій навчаються за кордоном у 24 країнах. Близько 1700 стипендій отримали у 2005 році. Найпопулярніші країни — США (близько 700 студентів, обраних у 2005 році), Велика Британія (близько 400 студентів, обраних минулого року) та Росія (близько 300 студентів, обраних у 2005 році). Австралія та Малайзія — дві країни, представлені вперше в 2005 році, і приймають по 2 Болашакські стипендії. Університет Назарбаєва розпочав свою роботу з 2010 року і охоплює систему Болашака, тому програма Болашака була закрита лише для бакалаврів.

### Болонський процес
Уряд перебуває на завершальній стадії впровадження кредитної системи із західними академічними трьома рівнями (бакалавр-магістр), що дозволяє казахським студентам навчатися на міжнародному рівні без будь-яких погоджувальних питань. Казахська національна освітня система також допускає можливість навчальної програми з факультативами та курсами, обраними студентом.

## Проблеми
У зв'язку з відсутністю шкільних приміщень або відсутністю вчителів деякі початкові та середні школи працюють три, а не дві сесії, тому одна група учнів відвідує з 8 до 13 дня, друга — з 13 до 18 вечора. Це призводить до перевантаженості вчителів, учнів, та надмірного використання об'єктів.
Азійський банк розвитку (АБР) опублікував звіт про фінансування народної освіти в Казахстані в 2004 році, в якому згадується широко узгоджена критика щодо системи державної освіти, про яку повідомлялося в інших місцях. Відповідно до цього звіту, фінансування державної освіти є низьким, а механізми запровадження приватного фінансування були невдалими. Крім того, Бюджетний кодекс та закон «Про освіту» не чітко розмежовують обов'язки місцевих та центральних органів влади, а також не містять достатніх механізмів моніторингу видатків бюджету.
Організація економічного співробітництва та розвитку в 2014 році опублікувала звіт про систему освіти в Казахстані. Згідно з доповіддю, Казахстан досяг значних покращень у якості освіти та розширив доступ до початкової та середньої освіти. У доповіді також зазначалося, що Казахстан розпочав глибокі реформи для покращення якості системи освіти та все більше шукає міжнародних стандартів та найкращих практик.